# Pannonhalmi Zsuzsa
Pannonhalmi Zsuzsa (Újpest, 1949. április 29. –) Ferenczy Noémi-díjas magyar keramikus, érdemes művész, a Wartha Vince Kerámiaművészeti Alapítvány elnöke, a Hódmezővásárhelyi Nemzetközi Kerámia Központ vezetője. Férje Gál István János mérnök volt, annak 2023-ban bekövetkezett haláláig, leánya dr. Gál Anikó molekuláris biológus.

## Életpályája
Szakmai tanulmányait Mattioni Eszter, Kiss Roóz Ilona és Laborcz Ferenc irányítása alatt kezdte meg. A Magyar Iparművészeti Főiskolát végezte el 1974-ben kerámia szakon, mestere: Csekovszky Árpád.
A diploma után az Iparművészeti Vállalat Kerámiaüzemének tervezője lett. Kis szériás prototípusokat tervezett. Alkalma volt porcelán, félporcelán alapanyagra különböző agyagmázakat, új máz és alapanyag kísérleteket végezni és azt gyakorlatban alkalmazni. Tervei között készletek, tárgyegyüttesek, növénytartók, építészeti burkolattervek szerepeltek. A feladatai közé tartozott a Török Pál utcai Művészeti Szakközépiskola esti tagozatán a kerámia szakos diákok tanítása.
1979-től péceli műtermében önállóan dolgozik. Két terület fontos számára: az építészethez kapcsolódó plasztikai munkák, önálló teret meghatározó szobrok, építmények, és a finom, nagyon könnyed porcelánok (plasztikák), használati tárgyak stb. A kerámiaművészeti alkotótelepek munkájában rendszeresen részt vesz, így Siklóson a Kerámia a kertben című programban vett részt, Kecskeméten a Nemzetközi Kerámia Stúdióban legalább 10 alkalommal dolgozott ösztöndíjasként. 1996-ban neki jutott az a feladat, hogy a Vásárhelyi Kerámia Szimpóziumot létrehozza, amely Hódmezővásárhelyen - ahol Közép-Európa legnagyobb kerámiaközpontja van - kiváló technológiai háttérrel azóta is működik (150 művész, 8 országból). A vásárhelyi tapasztalat számára mint művész számára nagyon jelentős, hiszen a programokban az aktív részvétel sok új információt, tudást jelent. Ez a technikai, régészeti, néprajzi, restaurátori, történelmi, művészettörténeti, stb. tudás beépül a művészeti munkájába, jelentősen gazdagítja azt.
2005-ben a szimpózium megtartása mellett a 12 hónapon keresztül működő Hódmezővásárhelyi Kerámia Művésztelep, és a Művészeti és Oktatási Központ indult el.

## Díjak, elismerések
- 1976 - VIT pályázat
- 1982 - Művészeti Alap nívódíja
- 1994 - Gádor-díj
- 1996 - Ferenczy Noémi-díj
- 1998 - Ipari Formatervezési Pályaművek kiállítása, miniszteri dicséret
- 2000 - Pécel Város Díszpolgára
- 2014 - Érdemes művész

## Egyéni kiállításai (válogatás)
- 1974 - Kecskemét, Erdei Ferenc Művelődési Központ
- 1982 - Zürich, Városháza
- 1983 - Salgótarján – Képcsarnok (Takács Judittal), Inota – Erőmű Kultúrháza
- 1984 - Szolnok – Aba Novák Terem, Szolnok – Repülőtiszti Főiskola Kultúrháza
- 1985 - Kecskemét – Iványi-Grünwald Terem (Takács Judittal), Szolnok – Repülőtiszti Főiskola Kultúrháza
- 1986 - Vác – Madách Galéria
- 1987 - Budapest – Derkovits Terem (Czeglédi Júliával és Pál Istvánnal), Szeged – Gulácsy Lajos Terem
- 1988 - Pécs – Ferenczy Terem (Kárpáthy Jenővel)
- 1989 - Budapest – Csók István Galéria
- 1990 - Budapest – Mednyánszky Terem, Szeged – Gulácsy Lajos Terem
- 1991 - Kaposvár – Bernáth Aurél Terem
- 1992 - Montreux, Svájc – Városháza, Szeged – Gulácsy Lajos Terem
- 1993 - Hódmezővásárhely – Tornyai János Múzeum
- 1994 - Gödöllő – Városháza, Debrecen – Városi Könyvtár, Nagykanizsa – Zsigmondy Galéria
- 1995 - Stuttgart – Magyar Intézet, Szirák – Kastély Galéria, Budapest – Csók István Galéria
- 1996 - Budapest – Duna Palota, Szirák – Teleki-Degenfeld-kastély, Galéria
- 1997 - Hatvan – Grassalkovich Kastély Barokk terem, Keszthely – Goldmark Művelődési Központ
- 2000 - Gödöllő – Királyi Kastély
- 2001 - Szirák – Teleki-Degenfeld-kastély, Galéria, Stuttgart, Németország – Magyar Intézet, Heidelberg, Németország – Evangélikus templom
- 2003 - Pécel – Ráday Kastély
- 2004 - Rákoscsaba – Csigaház, Gödöllő – Királyi Kastély, Vigadó Galéria, Budapest
- 2005 - Hódmezővásárhely - Alföldi Galéria
- 2006 - Fiume, Horvátország, Lovran, Horvátország
- 2009 - Építőművészek Szövetsége, Budapest
- 2010 - Újpest Galéria, Budapest
- 2011 - Vigyázó Sándor Művelődési Ház, Budapest
- 2012 - Iisalmi, Finnország
- 2014 - Duna Palota, Budapest
- 2014 - Semmelweis Szalon, Budapest
- 2014 - Gorka-ház, Verőce
- 2014 - Pécel – Ráday Kastély Márványistálló
- 2015 - Tihanyi Bencés Apátság

## Köztestületi tagságai
- Magyar Népköztársaság Művészeti Alap majd Magyar Alkotóművészek Országos Egyesülete, 1974
- Magyar Szilikátipari Tudományos Egyesület, 1974
- Magyar Képzőművészek és Iparművészek Szövetsége, 1982
- Magyar Keramikusok Társasága, 1982
- Gödöllői Új Iparművészeti Műhely, 2000 (alapító tag)
- Wartha Vince Kerámiaművészeti Közalapítvány (alapító tag)
- Csekovszky Árpád Kerámiaművészeti Alapítvány
- Péceli Parnasszus Alapítvány
- Péceli Városvédő Egyesület
- Iparművészeti Múzeum Baráti köre Egyesület
- HUNGART Vizuális Jogkezelő Egyesület választmányi tag

## Köztestületi választott tisztségek
- Magyar Alkotóművészek Országos Egyesülete – Elnökségi tag 1996 – Iparművész Alelnök 2001-től
- Magyar Képzőművészek és Iparművészek Szövetsége – Elnökségi tag 1997–2005
- Magyar Keramikusok Társasága elnöke 1996-tól
- Gödöllői Új Iparművészeti Műhely Közalapítvány kurátora 2000-től
- Wartha Vince Kerámiaművészeti Közalapítvány elnöke 2001-től
- Magyar Alkotóművészeti Közalapítvány - Művészeti Tanács 1998, 2002, 2006 (Miniszter által kinevezve)

## Köztéri alkotásai (Válogatás)
- 1982: Újpest; szószék, úrasztala. 10 m², (bauxit meddő, 1280 °C). Építész: Harsányi Attila.
- 1982: Bassersdorf (Svájc); ”Életfa” (2 m x 1 m) és 5 db „Termések” (1 m x 0,5 m) fali plasztika. Bauxit meddő, 1280 °C.
- 1982: Pestszentimre, Betlehem Kápolna; szószék, úrasztala, baptisztérium 26 m². (Bauxit meddő, 1280 °C.) Építész: Marosi Béla
- 1983: Dunaharaszti; szószék, úrasztala. „Életfa” 6 m2. (Bauxit meddő, 1280 °C.) Építész: Surányi István, Harsányi Attila.
- 1984: Pécel, Petőfi Sándor Általános Iskola aula; „Életfa” 32 m². (Bauxit meddő, 1280 °C.)
- 1985: Debrecen; baptisztérium, 30 m² (porcelánsamott, 1300 °C). Építész: Kálmán Ernő, Mohácsi Péter
- 1986: Iklad, Általános Iskola aula; figurális falikép „Gyermekpár”, 21 m². Porcelánsamott, 1300 °C. Építész: Tell Márta
- 1991-92: Kispest; baptisztérium, 27 m². (Porcelánsamott, 1300 °C.) Építész: Harsányi Attila.
- 1992: Iklad; Általános Iskola: figurális napóra „Napraváró” 2,3 m, fali napóra „Nap és Éj” 6 m² (porcelánsamott, 1300 °C). Csillagász: Bartha Lajos
- 1992. Pécel, Zeneiskola hangversenyterme; „Viva la musica” figurális fali dombormű, 12 m². (porcelánsamott, 1300 °C)
- 1994: Bag; „Bag 600 éves” emlékoszlop-történet 6 tételben, Ø 0,8 m x 7 m (porcelánsamott, 1300 °C). Építész: Gál István János.
- 1994: Pécel, Községháza; címer 150 cm x 120 cm (színezett porcelánsamott, 1300 °C).
- 1995: Albertirsa; szószék, úrasztala, baptisztérium, 70 m². Porcelánsamott, 1300 °C. Építész: Czibula Zoltán
- 1995: Iklad, Általános Iskola zsibongó; figurális fali plasztika, 20 m². (porcelánsamott, 1300 °C)
- 1995: Tura, Szent János tér; „ Szent János” ivókút, pavilon Ø 5 m x 5 m, kút 220 cm x 140 cm (porcelánsamott, 1300 °C) Építész: Gál István János. Kertészeti terv: Jenei Sára
- 1996. Pécel, Szemere Művelődési Ház kertje; „Paula” díszkút Ø 3 m x 3 m (porcelánsamott, 1300 °C). Építész: Gál István János. Kerttervező: Dékány Margit
- 1997: Pesterzsébet, Szent Erzsébet tér; „Árpád-házi Szent Erzsébet” szoborkompozíció, nyolcszög Ø 0,6 m x 5 m (porcelánsamott, 1300 °C). Építész: Gál István János.
- 1998: Budapest, III. ker., magánház; Szent Kristóf fali plasztika, 4 m². Porcelánsamott, 1300 °C
- 1998: Budapest, Fővárosi Állat- és Növénykert; Ø 0,4/1 m x 2,5 m. Porcelánsamott, 1300 °C. Építész: Gál István János
- 1999: Budapest XVII. ker. Szabadság sugárúti Általános Iskola; Napóra Ø 0,55 m / 1,5 m x 4,5 m. Porcelánsamott, 1300 °C. Építész: Gál István János. Csillagász: Bartha Lajos
- 2000: Aszód, Podmaniczky Zeneiskola kertje; „VIOLA de GAMBA” zeneoszlop, Ø 0,3 m x 3 m. (porcelánsamott, 1300 °C)
- 2000: Iklad, Általános Iskola aula; Iklad címere 60 cm x 80 cm. Porcelánsamott, 1300 °C
- 2000: Budapest, III. ker., magánház; terasz mellvéd plasztika (organikus ülőpad növényi ornamentikával). Porcelánsamott, 1300 °C
- 2000: Budapest, Pesterzsébet, Szent Erzsébet tér, Árpád-házi Szent Erzsébet plébániatemplom; „Jézus Szíve” mellékoltár, 3 m x 2,5 m. Porcelánsamott, 1300 °C
- 2001: Kútvölgyi Mária engesztelő kápolna „Táborhegyen” Zarándokház; Táborhegyen dombormű 13 m x 1,2 m. Porcelánsamott, 1300 °C. Építész: Gál István János
- 2002: Iklad, Ráday Gedeon Művelődési Ház; Gróf Ráday Gedeon (I.) szoborkompozíció (porcelánsamott, 1300 °C), 4 m x 12 m
- 2002: Pálháza; „Szarvas kút”, Ø 5 m x3 m. Porcelánsamott – bronz – terméskő, 1300 °C. Építész: Gál István János
- 2003: Kecskemét, Baptista templom végfala; „Kegyelem” című fali plasztika és baptisztérium, 40 m². Porcelánsamott, 1300 °C
- 2006: Hódmezővásárhely, „Sárkány csúszda” 6,5 m x 1,4 m x 2m, terrazzó
- 2006: Kincsesház Alapítványi Iskola fali plasztika 15 m², porcelánsamott, 1300 °C
- 2007: Lelkek emlékére emlékkereszt Hódmezővásárhely, 47. főút
- 2008: Hódmezővásárhely, „Kígyó csúszda” 7 m x 1,5 m x 3 m, terrazzó
- 2009: Galgamácsa, „Életfa” – fali plasztika, Ø 3m. (Porcelánsamott, 1300 °C)
- 2010: Galgamácsa, „Madaras ivókút” 2m x 0,5m x 0,5m, terrazzó
- 2014: Pécel, Parnasszus – Pegazus szoborkompozíció

## Művei gyűjteményekben
- Iparművészeti Múzeum, Budapest
- Kecskeméti Nemzetközi Kerámia Stúdió
- Kerámia Alkotótelep, Siklós

## Általa szervezett kiállítások
- 1995. Prága Magyar Intézet- Magyar Kerámia AIC (Nemzetközi Kerámia Akadémia) rendezvényéhez, a prágai Iparművészeti Múzeum kerámia kiállításához kapcsolódva
- 1995. Budapest Csók Galéria- Őszi Kerámia Tárlat- GÁDOR -díj alapítása minden év őszén megrendezett kiállítás. GÁDOR -díj átadás (a szakma szavazata alapján)
- 1996. KÉZ-MŰ - kiállítás, hangverseny, vásár - Az Iparművészeti Múzeumban Karácsonyi vásár-minden év adventi időszakában, 160 művész részvételével. (Ez a rendezvény 10. alkalommal került megrendezésre 2006-ban)
- 1996. Az agyag mesterei-kiállítás - Vigadó Galéria- jótékonysági Hangverseny a Vigadóban a Magyar kerámia-művészet I. kötetének javára
- 1996. Hódmezővásárhely Tornyai János Múzeum- In memoriam Tornyai János - a Magyar Keramikusok Társasága kiállítása
- 1999. Iparművészeti Múzeum- Fél évszázad kerámiaművészete-című kiállítás és a hozzá kapcsolódó konferenciák.
- 1997. Keszthely Balatoni Múzeum -PELSO Kerámia és Gobelin Biennále (alapítás)-1999. 2001, 2003, 2005, 2007, 2009. április 3.
- 1997. Pécel Ráday-kastély- KÖNYV - tárgy Biennále (összművészeti kiállítás) 1999, 2001, 2003, 2005, 2007
- 2001. Millenniumi kiállítás sorozat Magyarországon: Nyíregyháza, Zalaegerszeg, Gödöllő, Kecskemét, Hódmezővásárhely, Budapest
- 2001. Műcsarnok - Millenniumi Iparművészeti Kiállítás és szakmai konferenciák
- 2001. Gödöllői Királyi Kastély: Öt Kontinens kerámiaművészete- a kecskeméti Nemzetközi Kerámia Stúdió gyűjteményéből válogatás
- 2003. Kerámia Fesztivál: Kiállítás sorozat (8 helyszín) Gerbaud cukrászda, Vigadó Galéria - Mesterek, műhelyek-című kiállítás. Gödöllő - Kerámia az építészetben, Kecskemét, NKS Galéria. Fiatal Iparművészek Stúdiója – Fiatal keramikusok kiállítása, Hódmezővásárhely Tornyai János Múzeum. A Fesztivál záró eseménye: Koncert a Magyar kerámiaművészet II. Mesterek, műhelyek, iskolák-című enciklopédia javára
- 2004. Iparművészeti Múzeum: Wartha Vince emlékkiállítás, konferencia
- 2004 Hódmezővásárhely: Vásárhelyi Kerámia Napok: Kiállítás, konferencia
- 2005. Gödöllő Királyi Kastély: Kerámiaművészeti Alkotótelepek Magyarországon. (Siklós, Kecskemét, Hódmezővásárhely) - Tudományos tanácskozás
- 2005. Vallauris kiállítás
- 2007. Hódmezővásárhely –Vallauris kerámiaművészete
- 2007. Komáromi Monostori Erőd és Hadkultúra történet, Kortárs Kerámia művésze
- 2008. Vallauris, Hódmezővásárhely művészete
- 2008. Hódmezővásárhely-Zenta- Szlovákia HÍD kiállítás
- 2008. Hódmezővásárhely Művészeti-,Oktatási- és Kutatási Központ, a Wartha Vince Művészeti Alapítvány kurátorainak bemutatkozó kiállítása
- 2009. Hódmezővásárhely, „a KERT” című szimpózium beszámoló kiállítása
- 2009. Komáromi Monostori Erőd és Hadkultúra történet, Visegrádi négyek kerámiaművészete

## Publikációk
- A Magyar Keramikusok Társaságáról, Magyar Iparművészet 1995 (4) 36-38.
- A magyar kerámiaművészet I. 1999.*alkotók, adatok 1945-1998 című Kerámiaművészeti Enciklopédia.(Az MTA Művészettörténeti Intézete és a Képző- és Iparművészeti Lektorátus közreműködésével)
- Magyar Keramikusok Társasága 1993. Őszi Kerámia Tárlat
- Őszi Kerámia Tárlat 1994. MKT
- Magyar Keramikusok Társasága 1995 (katalógus)
- Pelso ’97 katalógus
- Pelso ’99 katalógus
- Pelso ’2001 katalógus
- Pelso ’03 katalógus
- Pelso ’05 katalógus
- Pelso ’07 katalógus
- Iparművészet – Millenniumi Országos Iparművészeti kiállítás katalógus 2001
- Millenniumi Országos Iparművészeti kiállítás és konferenciák- Műcsarnok – Magyar Iparművészet 2001 (2)
- Senior-Junior szimpózium (NKS) katalógus, 1996
- Vásárhelyi Kerámia Szimpózium 1998 - 2003, katalógus
- Magastűzön, 1994
- A szabadban, 1996